# José Costa Alonso
José Costa Alonso (Moaña, 10 de marzo de 1887 – Moaña, 13 de diciembre de 1960) fue un marinero, dirigente social y sindical gallego, impulsor de la organización de pósitos de pescadores en Galicia durante el siglo XX. Fundador y presidente del *Pósito de Moaña*, participó activamente en la estructuración de la economía y sociedad marítima gallega y española, destacando por su labor a favor de los derechos laborales, la formación y la cooperación entre marineros.

## Biografía
Nació en el barrio de O Con, en Moaña (provincia de Pontevedra), en una familia humilde dedicada a la pesca. Tras dedicarse profesionalmente al mar, conoció en 1918 las ideas del reformador Alfredo Saralegui, defensor de los pósitos como herramientas cooperativas para la mejora social de los marineros.
En 1921 fundó el Pósito de Pescadores de Moaña, que presidió hasta su jubilación. Bajo su liderazgo, la organización ofrecía préstamos, alfabetización, educación marítima, formación sanitaria y otras medidas de apoyo mutuo. Su modelo fue considerado ejemplar y se replicó en otras localidades costeras gallegas.
Durante la dictadura franquista, participó en la conversión de los pósitos en cofradías de pescadores, a partir de 1944. Ocupó varios cargos institucionales, entre ellos:
- Vocal del consejo del Instituto Social de la Marina.
- Miembro de la comisión permanente del ISM, en representación del norte y noroeste de España.
- Miembro de la ponencia para la ordenación pesquera convocada en Burgos en 1938.
- Inspector de pósitos y jefe de sección social del sindicato de pesca.
- Patrón mayor de la Cofradía de Pescadores de Moaña.
- Concejal del Ayuntamiento de Moaña en la década de 1950.

Falleció el 13 de diciembre de 1960 en su casa del barrio de O Con.

## Legado
José Costa Alonso fue autor de numerosos artículos en revistas profesionales del ámbito marítimo, entre ellas la revista Galicia Marítima, de la que fue director.
Su archivo personal y profesional fue donado por su familia en 2018 al Museo do Pobo Galego, en Santiago de Compostela. Este fondo documental contiene correspondencia con entidades públicas y privadas, textos sobre la vida de los marineros y la evolución de los pósitos en Galicia, así como documentos manuscritos y mecanografiados de gran valor histórico.
En el año 2000 se publicaron sus memorias bajo el título José Costa Alonso. Memorias da miña vida societaria, editadas por su nieto Xosé Luis Rúa Costa y el historiador Iago Castroviejo.
La principal calle del barrio de O Con, en Moaña, lleva hoy su nombre en reconocimiento a su labor comunitaria.

## Publicaciones
- Costa Alonso, José (2000). Memorias da miña vida societaria. Edición a cargo de Xosé Luis Rúa Costa e Iago Castroviejo. Moaña.